# Cerkiew Świętych Apostołów Piotra i Pawła w Lewkowie Starym
Cerkiew Świętych Apostołów Piotra i Pawła – prawosławna cerkiew parafialna w Lewkowie Starym. Należy do dekanatu Hajnówka diecezji warszawsko-bielskiej Polskiego Autokefalicznego Kościoła Prawosławnego.

## Historia

### Pierwsze cerkwie w Lewkowie Starym
Według autorów prawosławnych pierwsze wzmianki o prawosławnej cerkwi w dobrach Massalskich, na terenie Lewkowa, pochodzą z 1505. Kolejną drewnianą świątynię (z bali modrzewiowych) na jej miejscu zbudowano w 1574. Jej fundatorem był Fiodor Massalski. Datę wzniesienia nowej świątyni wyciosano na belce nad drzwiami do obiektu. Inskrypcja ta była widoczna do lat 60. XX wieku, gdy zakryto ją szalunkiem. Była to budowla jednokopułowa, z dziesięcioma oknami. W sąsiedztwie obiektu znajdowała się drewniana dzwonnica. Według innych informacji nie ma żadnych dowodów na istnienie cerkwi w XVI w., a pierwsze pewne informacje o świątyni dotyczą unickiej budowli sakralnej pochodzą z 1698.

### Cerkiew unicka
Po 1596 cerkiew w Lewkowie Starym przyjęła unię, podobnie jak niemal wszystkie prawosławne placówki duszpasterskie na Podlasiu. Nastąpiło to przed 1668.
W 1727 protokół wizytacji parafii unickiej opisuje cerkiew jako „nową”, z wyposażeniem przeniesionym ze starszej świątyni. Podkreślono, iż w obiekcie znajdowały się królewskie wrota. Prawdopodobnie świątynia ta została zbudowana w 1706 przez Jana Kazimierza Massalskiego (z tego roku pochodzi akt fundacyjny obiektu). Brat Jana Kazimierza Teodor przekazał fundusze na zakup dzwonów dla świątyni.
W XVIII w. w cerkwi pochowano Jana Kazimierza Massalskiego, który w testamencie przekazał dla świątyni 300 złotych polskich na ogólne potrzeby parafii i 100 zł na zakup dzwonu.

### Cerkiew prawosławna
Po powstaniu listopadowym parafia w Lewkowie Starym została włączona do Rosyjskiego Kościoła Prawosławnego na mocy postanowień synodu połockiego w 1839. Od tego momentu funkcjonowała w ramach dekanatu wołkowyskiego eparchii wileńskiej i litewskiej. W 1847 do lewkowskiej cerkwi uczęszczało 1007 mężczyzn i 1039 kobiet, a w kolejnych latach liczba ta była coraz wyższa. Do 1853 w sąsiedztwie budynku znajdował się parafialny cmentarz, następnie przeniesiony w inne miejsce.
W 1869 z parafii w Lewkowie Starym wydzielono nową placówkę duszpasterską w Narewce. Po tej zmianie, w 1876, liczbę wiernych oszacowano na 1364 osoby. 1 września 1874 miało miejsce ponowne poświęcenie cerkwi po remoncie, który sfinansowano z datków parafian. W roku następnym powtórnie zmniejszono terytorium parafii lewkowskiej, zaliczając niektóre wsie podlegające jej do parafii w Juszkowym Grodzie i w Łosince. Do cerkwi lewkowskiej po tej zmianie nadal uczęszczało 1295 osób.
W 1881 do obiektu wstawiono nowy ikonostas. Po tym wydarzeniu 8 listopada 1881 świątynię ponownie wyświęcono. Fundatorem ikonostasu był Grzegorz Birycki, mieszkaniec Lewkowa Starego, który po odbyciu 25-letniej służby wojskowej w armii carskiej wrócił do rodzinnej wsi i podjął pracę nauczyciela. W darze dla cerkwi przekazał on również pięć kiotów na ikony.
W 1915 prawosławni mieszkańcy Lewkowa Starego udali się na bieżeństwo. Blisko 1/3 ludności nigdy nie wróciła do rodzinnej miejscowości. Liczba uczęszczających do cerkwi spadła ponownie w latach II wojny światowej i bezpośrednio po niej. Mieszkańcy Lewkowa Starego zostali przez okupantów niemieckich wysiedleni lub zmuszeni do wyjazdu na roboty. Część tych, którzy wrócili do wsi, wyjechała następnie do ZSRR lub uciekła przed polską partyzantką.
W 1948 rozebrano dzwonnicę cerkiewną z powodu jej złego stanu technicznego. W zastępstwie starszej konstrukcji wzniesiono przedsionek, w który wbudowana jest nowa dzwonnica.
W latach 70. XX wieku do świątyni lewkowskiej uczęszczało 565 rodzin. W 1981 cerkiew została wymalowana, a w 1995 przeprowadzono jej generalny remont. Kolejną renowację cerkwi (malowanie wewnątrz i z zewnątrz) przeprowadzono w latach 2004–2005. W końcu XX wieku do świątyni uczęszczały 922 osoby.